# Josef Grünwidl
Josef Grünwidl (Hollabrunn, 31 de janeiro de 1963) é um clérigo católico romano austríaco, vigário episcopal e, desde 22 de janeiro de 2025, administrador apostólico da Arquidiocese de Viena.

## Vida
Grünwidl cresceu em Wullersdorf, Baixa Áustria, e frequentou a escola secundária arquiepiscopal em Hollabrunn, onde se formou em 1981. Entrou então no seminário da Arquidiocese de Viena e estudou teologia na Universidade de Viena . Ao mesmo tempo, completou estudos em execução de órgão na Universidade de Música e Performances Artísticas de Viena. Foi apenas durante um ano letivo em Würzburg, em 1983/84, que ele finalmente decidiu se tornar padre. Ele escreveu sua tese de diploma intitulada O sofrimento está em Deus sobre a teologia da cruz de Jürgen Moltmann em 1987 com Josef Weismayer.
Em 1987, Grünwidl foi ordenado diácono pelo Bispo Auxiliar Helmut Krätzl. Completou seu ano de diaconato em Perchtoldsdorf. Em 29 de junho de 1988, foi ordenado sacerdote pelo Cardeal Franz König na Catedral de Santo Estêvão, em Viena.

## Atividades
Grünwidl foi capelão da paróquia de St. Johann Nepomuk em Viena de 1988 a 1991 e pároco da catedral paroquial de Wiener Neustadt de 1991 a 1993 . Entre 1993 e 1995 foi pároco diocesano de jovens da Arquidiocese de Viena. Em 1995 tornou-se secretário do recém-nomeado Arcebispo de Viena, Christoph Schönborn, cargo que ocupou até 1998.
De 1998 a 2014, Grünwidl trabalhou como pastor em Kirchberg am Wechsel e nas comunidades vizinhas de Feistritz, St. Além disso, foi reitor do reitor de Kirchberg am Wechsel de 2007 a 2014 . Em 2014 mudou-se para a paróquia de Perchtoldsdorf, onde trabalhou como moderador paroquial até 2023 e também ocupou o cargo de reitor da reitoria de Perchtoldsdorf a partir de 2016.
De 2016 a 2023, Grünwidl foi presidente executivo do Conselho dos Padres de Viena . Depois de ter sido nomeado vigário episcopal para o Vicariato do Sul pelo Cardeal Schönborn em janeiro de 2023, ele renunciou ao cargo em março de 2023. Em novembro de 2024 foi nomeado cônego honorário do Capítulo da Catedral de Santo Estêvão. Em 22 de janeiro de 2025, o Papa Francisco nomeou-o Administrador Apostólico da Arquidiocese de Viena.